# Eldridge R. Johnson
Eldridge Reeves Johnson (6 de febrero de 1867 - 14 de noviembre de 1945) fue un hombre de negocios e ingeniero estadounidense que fundó la Victor Talking Machine Company en 1901 y la convirtió en el principal productor estadounidense de fonógrafos y discos fonográficos, y en una de las empresas de fonógrafos líderes en el mundo en ese momento. Victor fue el predecesor corporativo de RCA Records.

## Semblanza

### Primeros años
Johnson nació en Wilmington, Delaware, en 1867. Era hijo de Asa S. Johnson y Caroline Reeves Johnson. Tras la muerte de su madre en 1869, fue enviado a vivir con una tía materna y su esposo en su granja situada en el norte del condado de Kent, cerca de Smyrna.
Asa se volvió a casar y, a los diez años, el joven Johnson se mudó a Dover para vivir con su padre y su madrastra. Asistió a la Academia de Delaware con la esperanza de ir a la universidad, pero era un estudiante mediocre, y cuando se graduó en 1882 a los quince años, el director de la Academia le dijo “eres demasiado tonto para ir a la universidad. Ve y aprende un oficio".
Así, comenzó a trabajar en 1883 como aprendiz de J. Lodge & Son, un taller de reparación de máquinas en Filadelfia. En 1888, completó su aprendizaje y Johnson se convirtió en maquinista en el recientemente establecido Scull Machine Shop en Camden, Nueva Jersey. John Warwick Scull se había graduado por la Universidad de Lehigh el año anterior con un título en ingeniería mecánica, y su padre Andrew financió la compra del edificio situado en el 108 N. Front Street en Camden, para que su hijo estableciera una tienda.
Más adelante, ese mismo año, John W. Scull murió repentinamente. Johnson se convirtió en capataz y gerente, mientras que el padre de Scull continuó como propietario. En el momento de su muerte, John W. Scull había estado trabajando en el desarrollo de una máquina de encuadernación. Johnson completó el diseño de la máquina, pero poco después decidió dirigirse hacia el oeste para buscar fortuna. Finalmente llegó hasta el estado de Washington, pero solo encontró empleo como trabajador manual. En 1891 había regresado a Filadelfia.

### Compañía Eldridge R. Johnson
Durante la ausencia de Johnson, Scull no había podido comercializar con éxito la máquina de encuadernación. Tras el regreso de Johnson al este, Scull le propuso formar una sociedad. En 1894, Johnson compró la participación de Scull en la empresa y nació la Eldridge R. Johnson Manufacturing Company.
Además de la fabricación de máquinas de coser y de encuadernar con alambre, el taller de Johnson ejecutó una serie de trabajos más pequeños que incluían modelos de vapor y modificaciones de otras máquinas. Un cliente llamado Henry Whitaker le llevó un gramófono Berliner de accionamiento manual y manivela, desarrollado por Emile Berliner, y le pidió a Johnson que diseñara un motor de cuerda para él. Johnson lo hizo, pero Whitaker encontró el resultado insatisfactorio.
Sobre su introducción inicial al gramófono, Johnson escribió más adelante que “el pequeño instrumento estaba mal diseñado. Sonaba como un loro parcialmente educado con dolor de garganta y resfriado en la cabeza. Pero el pequeño instrumento jadeante me llamó la atención y lo acogí rápidamente y con fuerza. Me interesé en él como nunca antes me había interesado nada. Era exactamente lo que estaba buscando".
En el verano de 1895, Johnson fue recomendado a la compañía Berliner Gramophone como potencial desarrollador de un motor accionado por un resorte. Si bien los fonógrafos cilíndricos se habían equipado con éxito con motores de relojería, el disco que reproducía el gramófono presentaba una serie de desafíos de diseño a este respecto. Lo más importante era el arrastre que creaban la aguja y la caja de resonancia cuando se aplicaban al borde exterior del disco. Esto requería que el motor proporcionara suficiente par en el arranque, a la vez que conservaba una velocidad constante. Los representantes de la empresa Berliner estaban satisfechos con su diseño, y en un año, Johnson había comenzado a producir motores para la compañía.
Continuó refinando el motor durante este período, sacándolo al exterior y aprovechando un diseño de regulador centrífugo de triple bola para mantener una velocidad constante. También pasó un invierno en Filadelfia colaborando en varios perfeccionamientos del gramófono con Alfred C. Clark, incluida una caja de resonancia enormemente mejorada. Junto con el nuevo motor, la caja de resonancia de Clark-Johnson se convirtió en la base del gramófono mejorado de Berliner de 1897.

### Empresa Consolidada de Máquinas Parlantes
Por esta época, Johnson comenzó a experimentar con tecnologías de grabación y duplicación de discos bajo una nube de secreto. Llevaba mucho tiempo insatisfecho con el sonido estridente y áspero de los discos de Berliner y creía que se podía desarrollar un proceso de grabación y masterización mejor. El proceso de Berliner para crear discos maestros implicaba recubrir un disco de zinc con una película grasa resistente a los ácidos, y luego raspar el recubrimiento con un estilete de grabación. Luego se sumergía el disco grabado en un baño ácido para crear surcos más profundos. A partir de este molde maestro, se podían fabricar fácilmente estampadores para la producción en masa de discos, una clara ventaja sobre los cilindros de cera del fonógrafo Edison, mucho más difíciles de duplicar.
Al examinar los discos de Berliner bajo un microscopio, descubrió que el proceso de grabado con ácido estaba creando surcos irregulares al azar, que eran excesivamente rugosos y ruidosos cuando se reproducían. Comenzó a experimentar con cilindros de cera de Edison derretidos, en un intento de llevar los beneficios sónicos del método Bell-Tainter de grabado en cera a los discos de gramófono de corte lateral.
Tuvo éxito en el desarrollo de un proceso satisfactorio de grabación, pero la producción en masa resultó ser un desafío. Mientras que los moldes maestros de zinc de Berliner se galvanizaban fácilmente para producir las matrices de estampación maestras, los discos de cera no lo hacían. Se puso en contacto con C. K. Haddon, un asociado de sus días en J. Lodge and Son, que tenía acceso a maquinaria de galvanoplastia. Johnson le proporcionó un fragmento de un disco de gramófono, aparentemente para ocultar la dirección de su investigación.
Después de dos años y una inversión de 50.000 dólares, Johnson estaba preparado para entrar en el mercado de discos de gramófono en 1900. Fundó la Consolidated Talking Machine Company de Filadelfia y comenzó a vender discos, así como distintos modelos de gramófonos con este nombre, lo que le llevó directamente a la amarga disputa legal entre Seaman y Berliner. Seaman demandó a Johnson a principios de 1901 y solicitó una orden judicial que le prohibiera vender gramófonos. La solicitud sería denegada, pero se le prohibió temporalmente utilizar la palabra "Gramófono" y variaciones de la misma. El 12 de marzo, menos de dos semanas después de la decisión judicial, Johnson registró la marca comercial 'Victor'.

## Legado

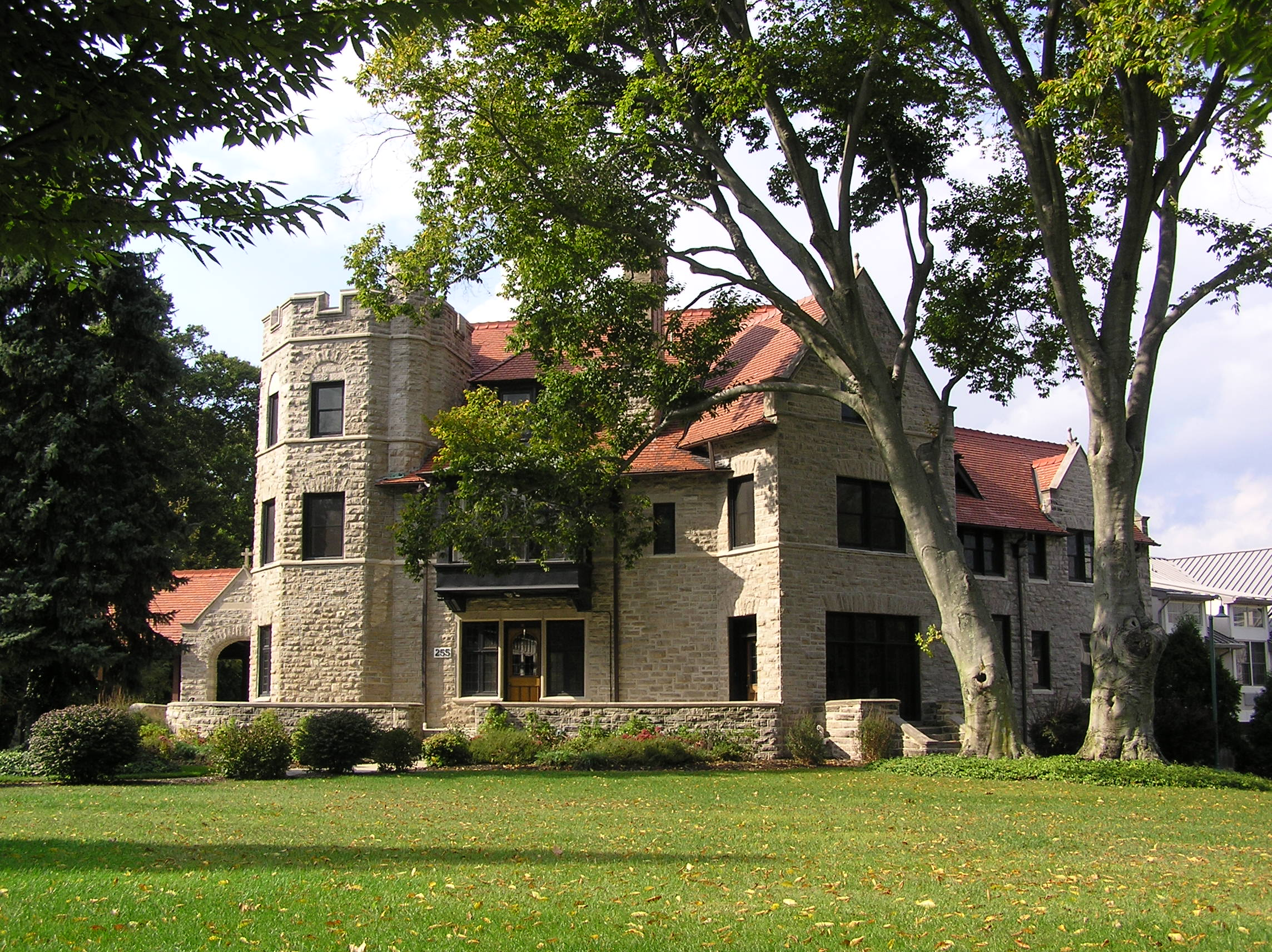
Breidenthart

Después de vender la Victor Talking Machine Company y retirarse del negocio del fonógrafo en 1926, Johnson se alejó en gran medida del escenario público. Donó grandes sumas de su vasta riqueza a varias organizaciones benéficas y estableció la Fundación Johnson para la Investigación en Física Médica en la Universidad de Pensilvania en 1929. La fundación, actualmente llamada Fundación Eldridge Reeves Johnson, está asociada con el Departamento de Bioquímica y Biofísica de la Facultad de Medicina de la Universidad de Pensilvania.
Johnson murió en 1945 a la edad de 78 años en Breidenhart, su hogar situado en Moorestown Township, Nueva Jersey, después de haber sufrido las secuelas de un derrame cerebral durante varios años. Está enterrado en el Cementerio de West Laurel Hill, de Bala Cynwyd, Pensilvania.

## Reconocimientos
- El 26 de febrero de 1985, Johnson recibió póstumamente el premio Grammy Trustee Award de 1984, otorgado a personas que hicieron una contribución significativa en el campo de la grabación.[9] Este premio se exhibe en el Museo Johnson Victrola, ubicado en Dover, Delaware.[10]

## Patentes
- Patente USPTO n.º 781429, Sound recording and reproducing machine. 1905. [Filed, 1898]